# Temple mormon de Saint-Louis
Le temple mormon de Saint-Louis est un temple de l’Église de Jésus-Christ des saints des derniers jours situé à Saint-Louis, dans l’État du Missouri, aux États-Unis. Il a été inauguré le 1er juin 1997.